# Automóvel Clube do Brasil

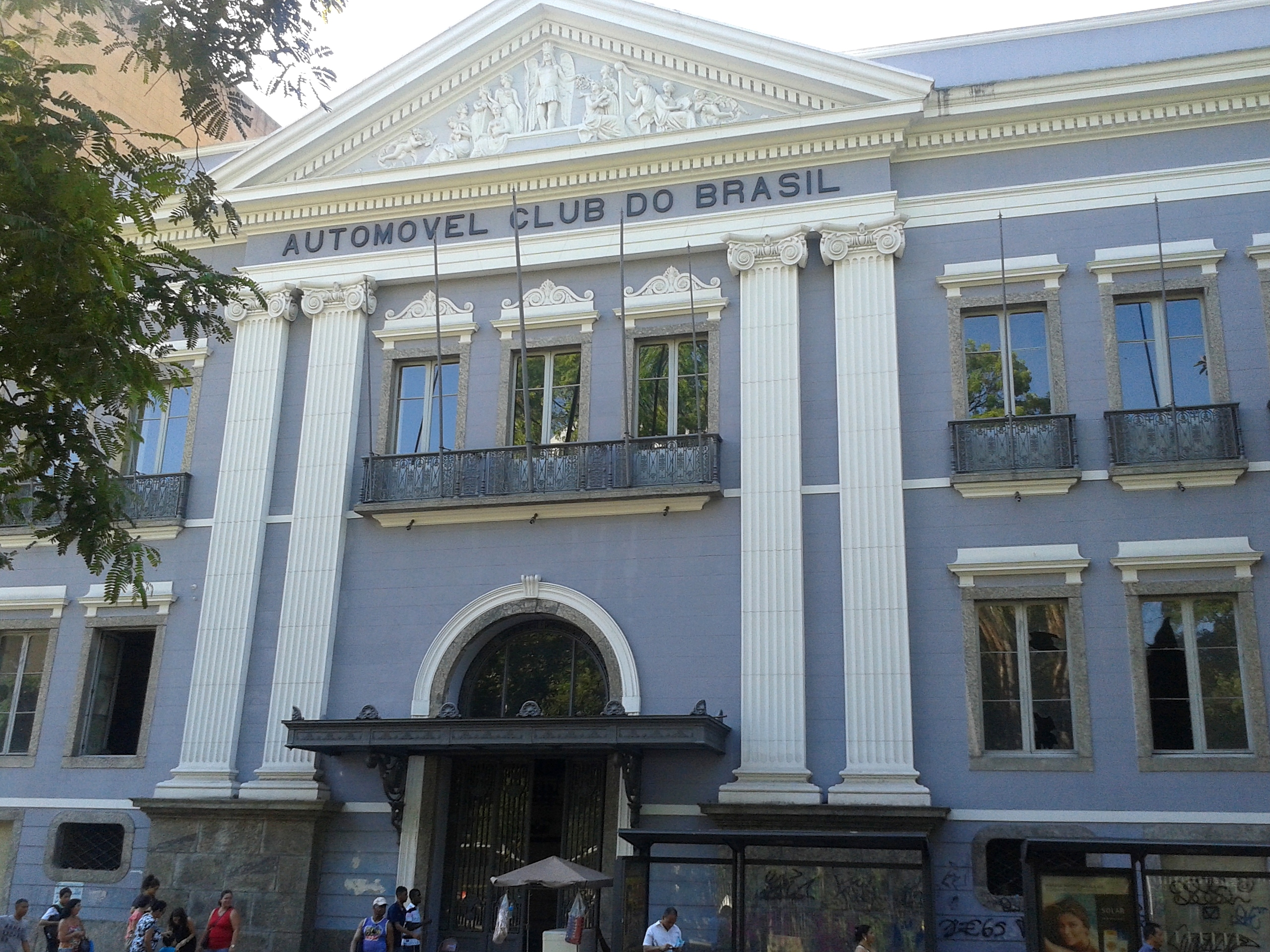
Vista da frontaria da sede histórica.

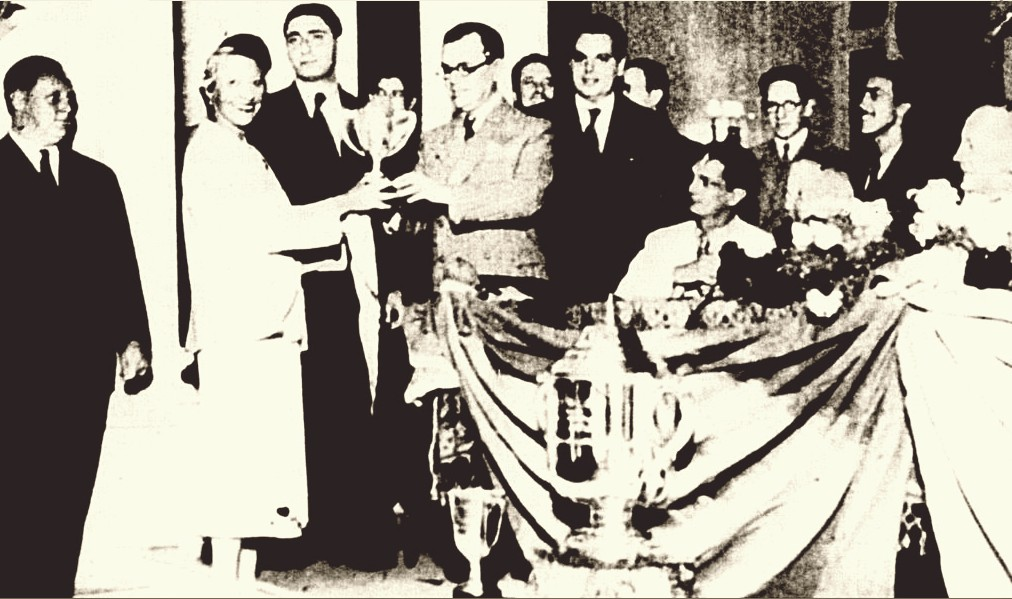
A piloto francesa Hellé Nice recebe, no Automóvel Clube, um troféu por sua participação no GP de 1936.

O Automóvel Clube do Brasil, fundado como Automóvel Club do Brasil, é uma entidade automobilística fundada no Rio de Janeiro em 1907 e responsável, dentre outras atividades, pela realização do Grande Prêmio Cidade do Rio de Janeiro.

## História

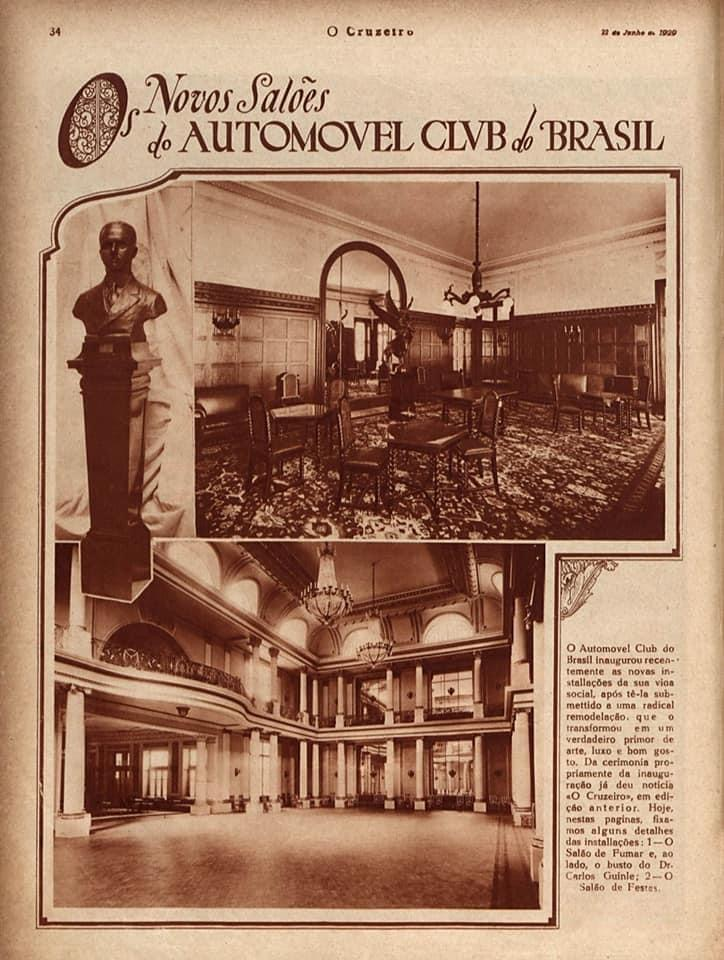
Os salões do Automóvel Club do Brasil na revista O Cruzeiro de 22 de junho de 1929.

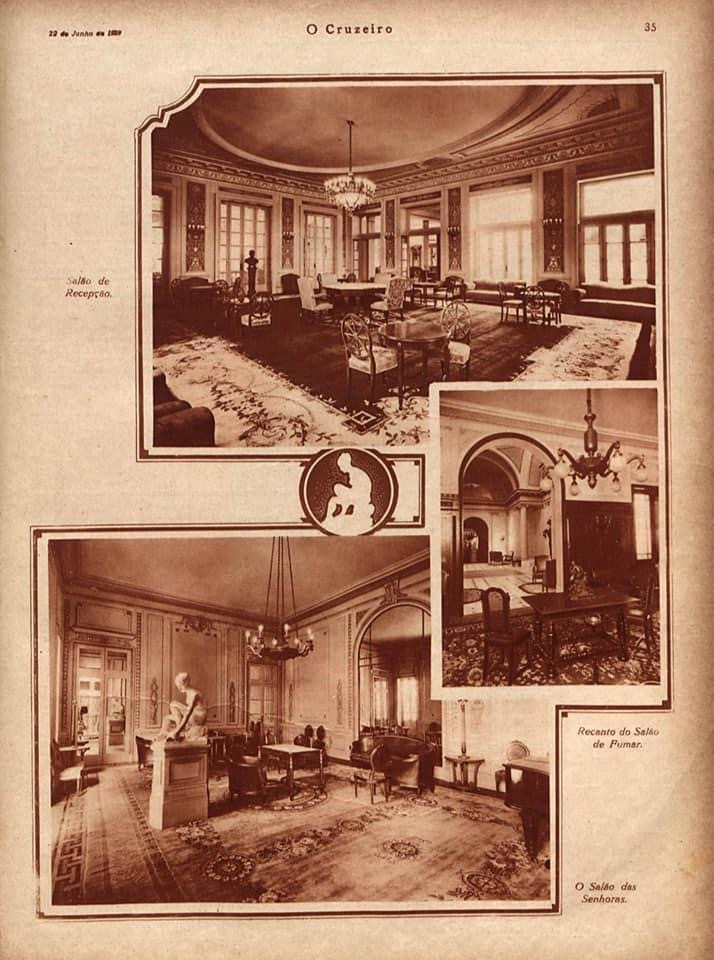
Continuação da matéria sobre os salões do Automóvel Club do Brasil na revista O Cruzeiro de 22 de junho de 1929.

O Automóvel Clube do Brasil foi fundado no dia 27 de setembro de 1907 como Automóvel Club do Brasil, tendo sido reconhecido oficialmente pelo governo federal em 1908.
O clube atendia a uma necessidade da elite carioca das primeiras décadas do século XX que, vinda da monarquia e sob forte influência cultural inglesa, procurava criar clubes de sociabilidade onde pudessem exercer a hierarquia social e, no caso específico, fomentar a cultura automobilística como meio de transporte, lazer, esporte e a abertura de autoestradas.
Ganhou grande importância histórica para o Brasil porque foi em sua sede que o então presidente João Goulart proferiu em 30 de março de 1964 um discurso em resposta aos oficiais militares que o criticaram pelo apoio dado à revolta de marinheiros, durante uma homenagem que lhe fora prestada por sargentos das três armas e polícias militares, na comemoração do 40º aniversário da Associação dos Subtenentes e Sargentos da Policia Militar, evento que desencadeou o Golpe Militar que mergulhou o país na ditadura.
Após sua extinção a sede, com a fachada preservada, abrigou um hotel e também uma empresa de investimentos. Em 2008 serviu de cenário a filmagens do diretor Luiz Fernando Carvalho.